# Colazione d'amore/Love Breakfast
Colazione d'amore/Love Breakfast è un 45 giri di Marinella del 1985 pubblicato per la CaroselloRecords – CL 20530.

## Tracce
Lato A
1. Colazione d'amore

Lato B
1. Love Breakfast